# Macropyxis sapeloensis
Macropyxis sapeloensis is een mosselkreeftjessoort uit de familie van de Macrocyprididae. De wetenschappelijke naam van de soort is voor het eerst geldig gepubliceerd in 1965 door Darby.